# Schubwortel
Schubwortel (Lathraea) is een geslacht van ongeveer vijf soorten bloeiende planten. Ze komen van nature voor in de gematigde streken van Europa en Azië. Het woord Lathraea is afgeleid uit het Griekse λαθραιος, dat verborgen betekent.
Het zijn parasieten die leven op de wortels van andere planten. Ze vormen geen chlorophyl. In de classificatie van APG II is het geslacht ondergebracht in de familie Orobanchaceae. De schubwortels onderscheiden zich van de bremrapen (Orobanche) door hun wortelstok met vlezige schubben en de klokvormige kelk met 4 gelijke slippen.

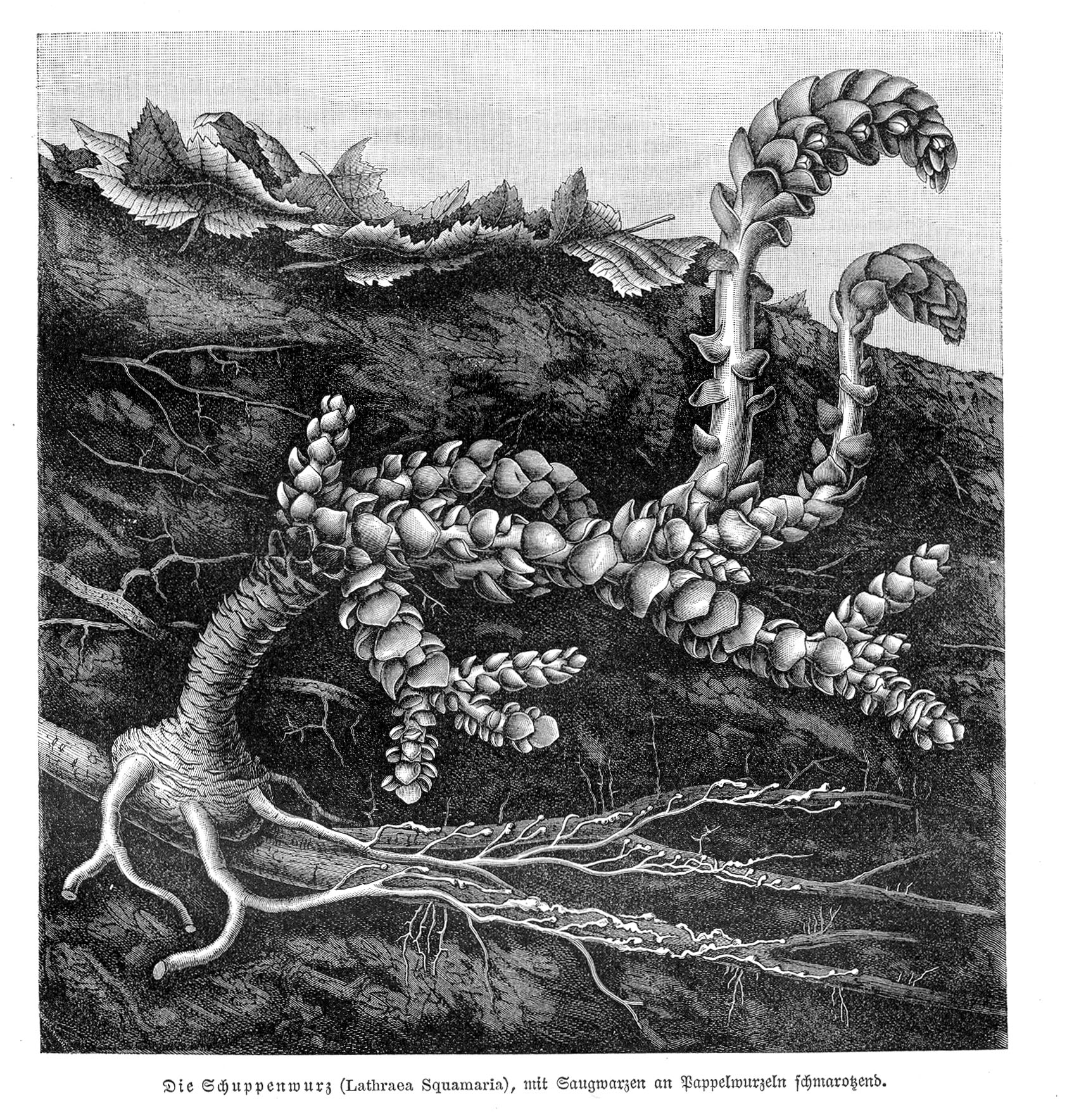
Lathraea squamaria - volledige plant met haar ondergrondse deel

De witachtige wortelstokken worden bedekt door dikke vlezige schubachtige bladeren, waarin onregelmatige putjes zitten. In deze putjes zitten harde haren, die bij aanraking door een insect als een val werken. Vervolgens worden deze insecten gedood en verteerd. De bladeren zitten net onder de grond en vormen waterdruppels, waardoor de grond om het blad zacht wordt.
In april - mei komt een 20 cm lange bloeiwijze van kleine witte of roze bloemen (Lathraea squamaria) of een korte bloeiwijze van grote purperviolette bloemen ter hoogte van het grondoppervlak (Lathraea clandestina) tevoorschijn. Na de vruchtzetting verdwijnt het bovengrondse deel van de plant tot de volgende lente.

## Soorten
Twee soorten komen voor in Nederland en België:
- De bleke schubwortel (Lathreae squamaria) is een parasiet, die voorkomt op de wortels van hazelaar en els en incidenteel ook op de beuk, op beschaduwde plaatsen als heggeranden.
- De paarse schubwortel of prachtschubwortel (Lathraea clandestina) groeit op de wortels van vooral els, populier en wilg.

Andere soorten zijn:
- Lathraea rhodopea Dingl. : Inheems in Thracië en Bulgarije
- Lathraea japonica Miq. (synoniem: Lathraea miqueliana Franch. & Sav.): Inheems in Japan
- Lathraea purpurea Cummins ex King: Inheems in de Himalaya

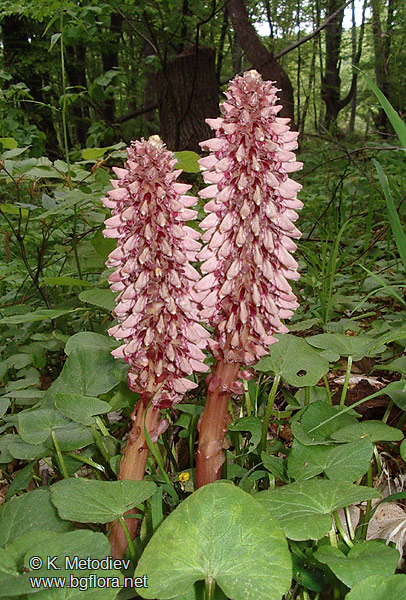
Lathraea rhodopea

### Opmerking
De soort die oorspronkelijk Lathraea phelypaea L. benoemd werd, heet nu Cistanche phelypaea (L.) Cout.